# Hypoxestus planus
Hypoxestus planus is een hooiwagen uit de familie Assamiidae.